# John Anderson (político)
John Anderson, primer vizconde de Waverley, fue un político británico, nacido en Edimburgo el 8 de julio de 1882 y fallecido el 4 de enero de 1958. Ocupó diversos cargos políticos en el Reino Unido, siendo ministro en ocasiones.
Realiza sus estudios en la Universidad de Edimburgo y en la Universidad de Leipzig, pasando a trabajar para la Administración en 1905, en aspectos relativos a las colonias. En 1917 pasa a ser secretario en el Ministerio de la Marina.
A comienzos de los años 20, es nombrado secretario adjunto para Irlanda, y en 1932 es nombrado gobernador de Bengala.
En febrero de 1938 es elegido por vez primera para ocupar un escaño en la Cámara de los Comunes del Reino Unido, y es nombrado presidente de una Comisión que se ocupa de los problemas relativos a una posible evacuación en caso de guerra.
En noviembre de 1938, pasa a ocupar el cargo de ministro encargado del Sello Privado en un Gabinete de Neville Chamberlain. Su labor es la relativa a la defensa civil. Un amigo suyo escocés, ingeniero, diseña planos de pequeños refugios familiares antiaéreos a instalar en los jardines de las viviendas, los llamados refugios Anderson.
En 1939 pasa a ser ministro del Interior y de la Seguridad Nacional. En octubre de 1940 se integra en el Gabinete de Guerra presidido por Winston Churchill, en calidad de lord-presidente del Consejo, permitiendo a éste asumir una mayor carga en cuanto a su participación en los asuntos militares de la Segunda Guerra Mundial.
En 1943 pasa a ser ministro de Finanzas. Cesa en sus cargos ministeriales tras la victoria laborista en las elecciones generales de 1945, que supone la derrota del Partido Conservador de Winston Churchill.
Fallece el 4 de enero de 1958.
- Datos: Q333289
- Multimedia: John Anderson, 1st Viscount Waverley / Q333289